# Санті-Апостолі

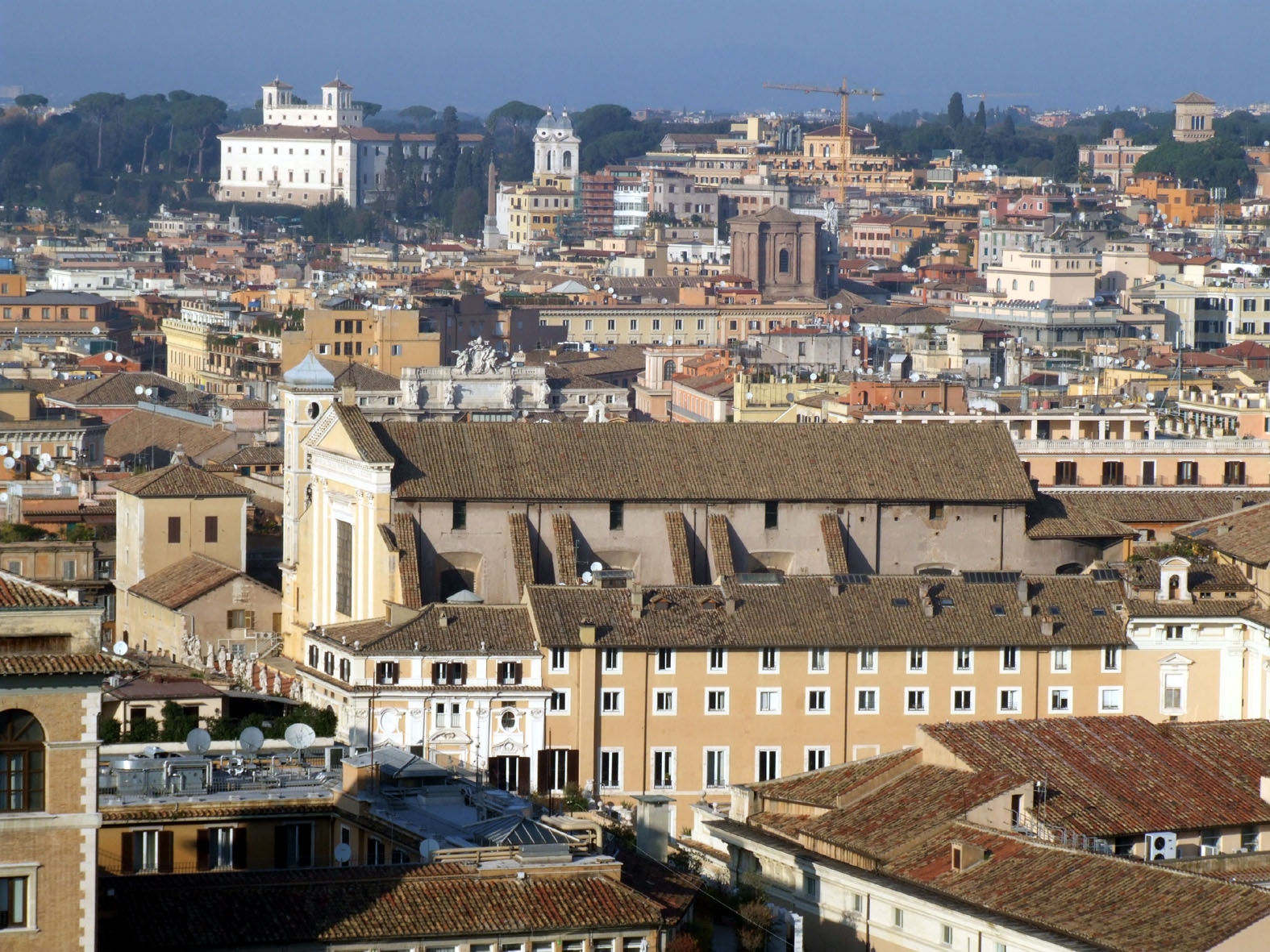
Вид на церкву з Вітторіано

Санті-Апостолі (італ. Santi Apostoli, чи італ. Santi XII Apostoli) — титулярна тринавова церква в Римі, є частиною Палаццо Колона.

## Історія
Спочатку була присвячена св. Якову Алфея та св. Пилипу (пізніше всім 12 апостолам) і служила церквою сім'ї Колона. Можливо побудована в 560 році при папі Пелагію I з нагоди визволення Рима від остготів.
Суттєво перебудована у 1714 році Франческо і Карло Фонтана в бароковому стилі, при цьому фрески Мелоццо да Форлі з 1472 року були знищені або перенесені в Пінакотеку Ватикану.

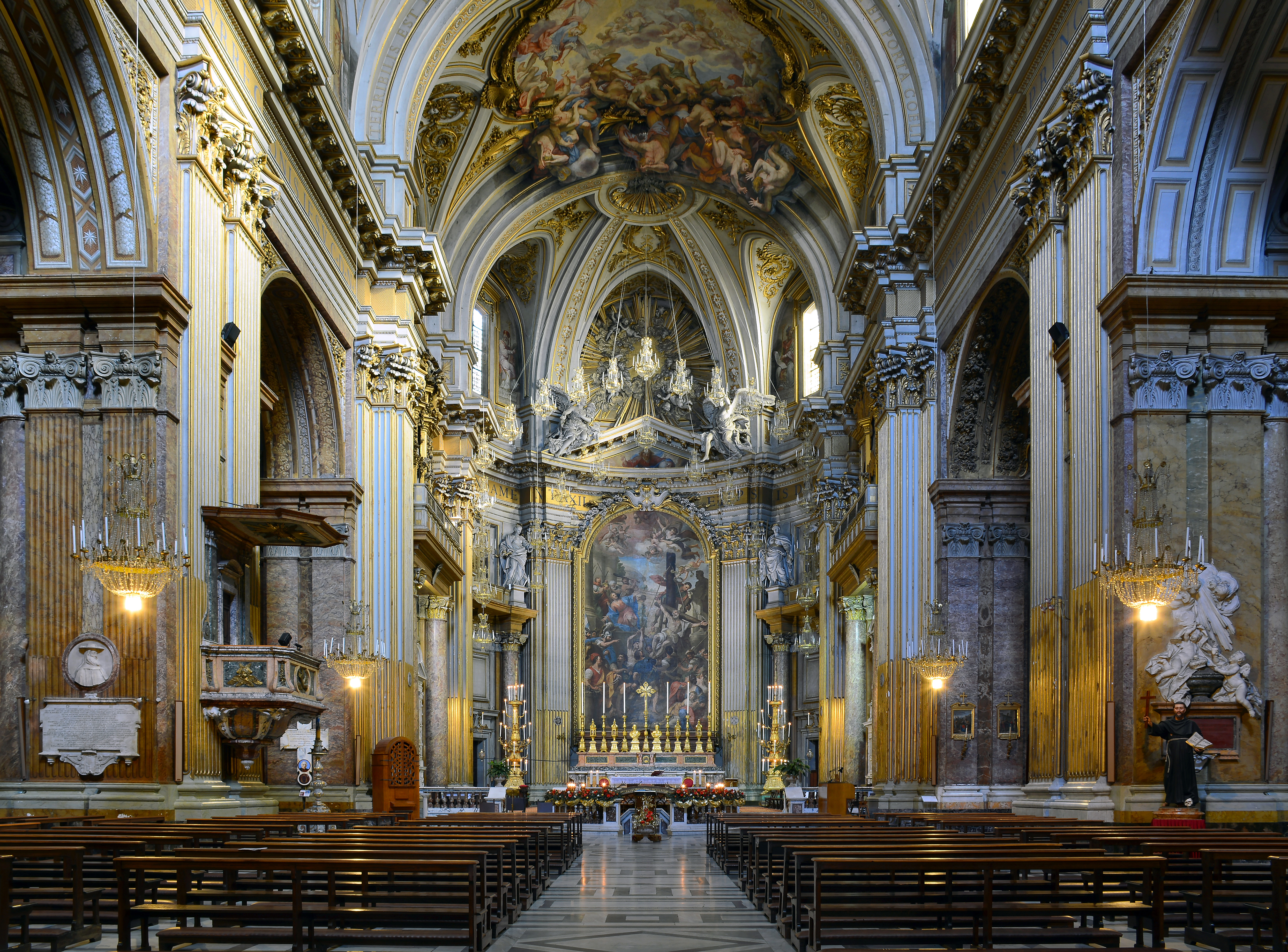
Вівтар

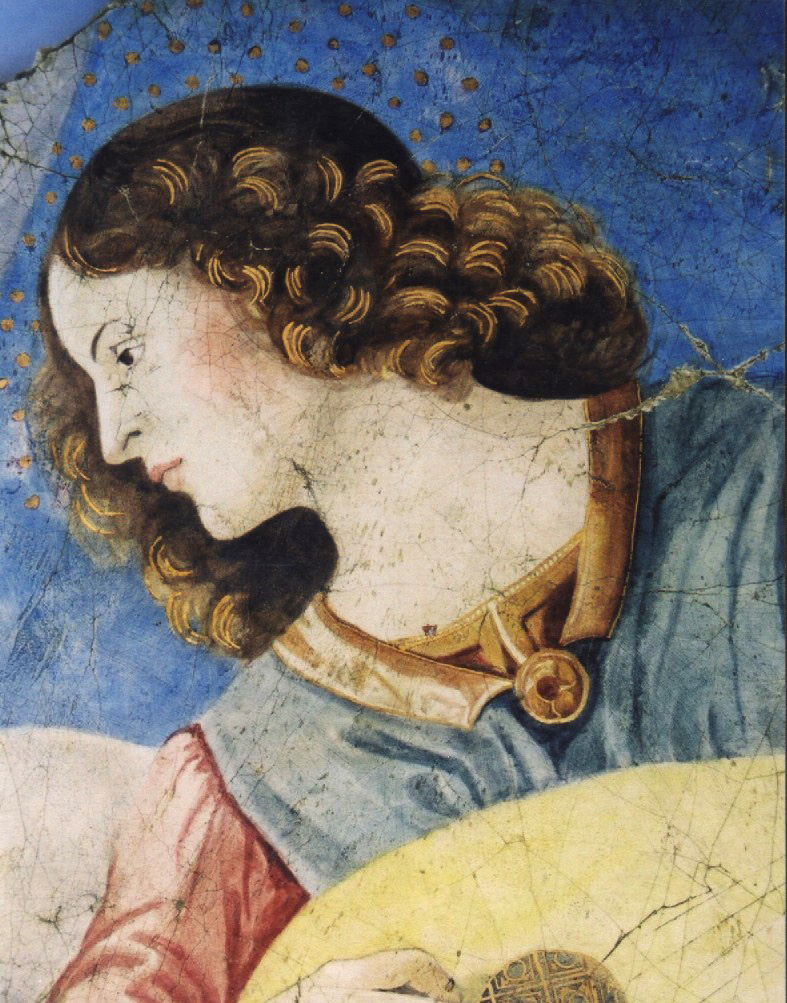
Фрагмент фрески Мелоццо да Форлі — Ангел з лютньою

## Твори мистецтва
- Надгробок папи Климента XIV — перша робота Антоніо Канови, виставлена в Римі
- надгробок кардинала П'єтро Ріаріо
- Фреска «Мучеництво св. Пилипа і Якова»
- Труна кардинала Віссаріона Нікейського, гуманіста доби італійського відродження

## Титулярна церква
Церква Святих Апостолів є титулярною церквою, з кардиналом-священником і з титулом церкви Санті Апостолі з 21 жовтня 2003 року, є італійський кардинал Анджело Скола.